# Johann Konrad Ammann

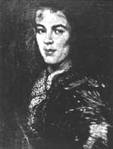
Johann Konrad Ammann.

Johann Konrad Ammann, född den 16 februari 1669 i Schaffhausen, död i november 1724 i Warmond, var en schweizisk läkare och dövpedagog.

## Biografi
Ammann var ursprungligen från Schweiz men flyttade tidigt till Holland och verkade där som läkare och dövlärare. Han lärde sina döva elever tala och avläsa talat och grundade därigenom den så kallade talmetoden, som sedan vidareutvecklades av Samuel Heinicke. Sina erfarenheter nedlade han i två betydelsefulla arbeten: Surdus loquens (1692) och Dissertatio de loquela (1700).